# 川林昭郎
川林 昭郎（かわばやし あきお、1927年〈昭和2年〉3月14日 - 2005年〈平成17年〉7月31日）は、日本の研究者。

## 経歴
篆刻家の川林寛治郎（川林泱雲）の長男として東京市牛込町出生。
府立六中卒、成蹊高校卒、東京帝国大学第一工学部電気工学科入学、日本放送協会松本支局、渋谷本部勤務を経て 1973年に総合技術研究所放送衛星担当部長として渡米し、米国フィラデルフィア勤務、NHKのチーフとしてGE(ゼネラル・エレクトリック)社、東芝との3社で放送衛星の共同開発を行う。1975年帰国。
主任研究員（理事待遇）
青山学院大学非常勤講師兼業。
NHK早期退職後はシャープ第一研究部長、技術本部副本部長（役員待遇）。。
通産省特許庁嘱託。

## 人物
1943年（昭和18年）10月21日神宮外苑出陣学徒壮行会において府立六中学年総代として東條英機首相閣下謁見前行進をしている。
成蹊高等学校在学時、来校した海軍中将閣下との質疑に感銘を受け、東京帝国大学の造船学科への進学を志すが終戦となっている。
川林は、論文博士号を良しとせず、生涯博士号を取得しなかったが、当時は東京大学総長の南原繁先生ですら法学士であり、大学院へ進学して博士号を取得する者は学年首席のみであった為。
1950年（昭和25年）3月28日東京大学卒業時の席次は３番、国家公務員上級甲種試験合格席次は9番であった。